# Sceletophorus
Sceletophorus è un genere di pesci ossei estinto, appartenente ai paleonisciformi. Visse nel Carbonifero superiore (circa 310-305 milioni di anni fa) e i suoi resti fossili sono stati ritrovati in Europa.

## Descrizione
Questo pesce era di piccole dimensioni, e non superava i 15 centimetri di lunghezza. Era dotato di un corpo fusiforme che, a seconda delle specie, poteva essere piuttosto snello (in Sceletophorus biserialis) o alto (in S. verrucosus). Il cranio era dotato di un muso estremamente corto, di orbite grandi e poste in avanti, e di una mascella con una grande piastra mascellare squadrata; la mandibola era robusta. Sia le mascelle che le mandibole erano dotate di denti robusti, lisci e appuntiti, di dimensioni uguali. Il suspensorium era quasi verticale, L'opercolo e il subopercolo erano allungati, mentre i raggi branchiostegi erano in numero ridotto. Le pinne pelviche erano poste più vicino alle pinne pettorali che alla pinna anale. La pinna caudale era decisamente eterocerca, con il lobo superiore molto allungato, ma ben biforcuta. I raggi delle pinne pettorali si articolavano fin dalla base delle pinne. Le scaglie erano romboidali. 

## Classificazione
Il genere Sceletophorus venne descritto per la prima volta da Antonin Fritsch nel 1894, sulla base di resti fossili rinvenuti nella zona di Třemošná nei pressi di Plzeň in Boemia (l'attuale Repubblica Ceca); la specie tipo è Sceletophorus biserialis. Un'altra specie, S. verrucosus, venne inizialmente descritta dallo stesso Fritsch come Amblypterus verrucosus e solo nel 1983 venne attribuita da Štamberg al genere Sceletophorus. Entrambe le specie sono note anche nella zona di Nýřany, sempre in Repubblica Ceca.
Sceletophorus venne inizialmente incluso nella famiglia Trissolepidae, insieme all'affine (almeno superficialmente) Sphaerolepis. Sceletophorus, tuttavia, differisce da quest'ultimo genere in alcune caratteristiche fondamentali, come l'opercolo e il subopercolo ben sviluppati, un maggior numero di raggi branchiostegi, la forma del parasfenoide, la pinna caudale biforcuta e le squame romboidali. Nel 2006, quindi, Štamberg istituì per questa forma la famiglia Sceletophoridae, ascrivendola con qualche dubbio al grande gruppo eterogeneo dei Palaeonisciformes.